# Jimmy Hoffa
James Riddle "Jimmy" Hoffa (født 14. februar 1913, forsvandt 30. juli 1975, erklæret død 30. juli 1982) var en amerikansk fagforeningsleder med forbindelser til mafiaen. Som leder af USA's største fagforening International Brotherhood of Teamsters fra midten af 1950'erne til midten af 1960'erne havde Hoffa betydelig indflydelse. Han er også kendt for de mystiske omstændigheder omkring sin stadig uopklarede forsvinden og formodede død.
Filmen Hoffa fra 1992, instrueret af Danny de Vito, har Jack Nicholson i rollen som Jimmy Hoffa. Filmen The Irishman fra 2019, instrueret af Martin Scorsese, portrætterer også Jimmy Hoffa, spillet af Al Pacino. 
1. ↑  Navnet er anført på slovakisk og stammer fra Wikidata hvor navnet endnu ikke findes på dansk.